# 25264 Erickeen
25264 Erickeen este un asteroid din centura principală de asteroizi.

## Descriere
25264 Erickeen este un asteroid din centura principală de asteroizi. A fost descoperit pe 10 noiembrie 1998 la Socorro, New Mexico, în cadrul proiectului LINEAR. Asteroidul prezintă o orbită caracterizată de o semiaxă mare de 2,76 ua, o excentricitate de 0,07 și o înclinație de 9,4° în raport cu ecliptica.